# Scitovszky János
Nagykéri Scitovszky János (Béla, 1785. november 1. – Esztergom, 1866. október 19.) bíboros, hercegprímás, esztergomi érsek, a Magyar Tudományos Akadémia igazgatósági tagja.

## Életpályája
Édesapja, Scitovszky Márton tanító volt. Az elemi iskolát Jolsván, a gimnáziumot – jótevők támogatásával – Rozsnyón végezte. 1804-ben felvették az egyházmegye növendékeinek sorába, majd káplán lett. Innét Nagyszombatba küldték a felsőbb osztályokba. 1808-ban a művészetekből és bölcsészetből, 1813-ban pedig teológiából szerzett doktori minősítést. 1809. november 5-én szentelték pappá. A rozsnyói kanonok- és papnevelő intézet igazgatója lett, de emellett tanári minősítését továbbra is megtartotta. 1827. augusztus 17-én rozsnyói, 1838. november 19-én pécsi püspökké nevezték ki. 1849. július 21-étől hercegprímás és esztergomi érsek, 1853. március 7-én IX. Piusz pápa I. Ferenc József ajánlatára bíbornokká tette; ugyanazon év március 16-án a Magyar Tudományos Akadémia igazgatósági taggá választotta.
A katolicizmust a többi vallás ellenében támogatta, ezért 1837 végén Gömör vármegye közgyűlése vádiratban támadta meg. Scitovszky nem tagadta az ellene emelt vádakat és elismerte, hogy ellenzi a vegyes házasságokat. (Egy 1844-ben hozott törvénycikk szerint a vegyes házasság akkor is érvényes, ha azt protestáns lelkész előtt kötik is meg.)
1850 augusztusában zsinatot tartatott, amelyen az egyházra vonatkozólag számos határozatot hoztak. 1851-ben felszentelte az újonnan épített esztergomi hajóhidat. 1853-ban visszavezette Nagyszombatba a Jézus-társasági atyákat és megnyitotta az itteni gimnáziumot. Ugyanebben az évben a pápa megbízásából a hazai három főegyházmegye területén található összes férfikolostort körbelátogatta.
Bíborossá történt kinevezésekor az esztergomi főkáptalan a cappa használatának jogát kapta a pápától. 1854-ben Scitovszky a csillagkeresztes rendet kapta meg és a pápa kívánságára Rómába utazott és december 8-áig, a szeplőtelen fogantatás dogmájának kimondásáig ott tartózkodott. 1856-ban felszentelte az esztergomi bazilikát, melynek felépítésére 883 600 forintot adott. 1857-ben kijelentette, hogy osztozik a magyar nemzet általános kívánságaiban és aláírta azt a kérvényt, melyet több magyar mágnás felterjesztett a császárnak, sőt, mint – nádor hiányában – az ország első méltósága, magára vállalta a kérvény átnyújtását is, melyet azonban az akkori belügyminiszter visszautasított.
Az 1860-as év Szent István napján Budán ő vezette a körmenetet, habár tudta, hogy az akkori viszonyok között ennek a nemzeti ünnepélynek bizonyos politikai tüntető színezete van. 1860. december 17-én Esztergom vármegye örökös főispánjának iktatták be, mely alkalommal a vármegyét ismét visszaállította, s annak történelmi s jövendőbeli működése alapjául az 1848-as viszonyokat határozta meg. 1861. augusztus 22-én királyi leirattal az országgyűlés feloszlott és röviddel utána a kormány a vármegyéket az újoncjutalék kiállítására felszólította. Scitovszky mint esztergomi főispán, válaszában kijelentette, hogy a megyei hatóság hivatalnokait erre nem kötelezheti, ajánlotta e célból az országgyűlés újbóli összehívását, addig pedig az adóilleték és újoncilletékek felfüggesztését, a válasz végén kijelentette, hogy ezeket kötelességének ismertette a kormánnyal.
Pécsett a tanítóképzőt maga tartotta fenn, ő fizette a tanárokat, az ifjak közül 10-12 szegényebbet élelemmel és pénzzel segélyezett. A pécsi egyházmegye csaknem minden nagyobb városában új tanintézeteket alapított. 1827-ben ilyen célokra két és fél millió forintot adott ki, melyből 253 462 forint egyházi, 58 245 forint oktatásügyi célokra, 140 064 forint szegény templomok és plébániák támogatására, 296 064 forint iskolák és tanítók segélyezésére, 630 000 forint jótékony célú intézetek támogatására és 883 600 forint az esztergomi bazilika befejezésére lett fordítva. Végrendeletében tekintélyes (600 000 forint) magánvagyonát 8 részre osztotta, amelyből egy részt a papnevelő intézetnek, egy részt az apácáknak, egy részt jótékony célokra, a többi öt részt pedig rokonai között rendelte felosztani.
1864-ben a Pálos rend hazatelepítésének ügyéért is harcolt, ám halála után nem volt, aki ezt a tevékenységet érdemben folytassa. 1866. október 19-én szélütésben halt meg, október 23-án temették el a bazilika kriptájába. Ferenc József császárt gróf Bellagarde képviselte a temetésen.

## Emlékezete

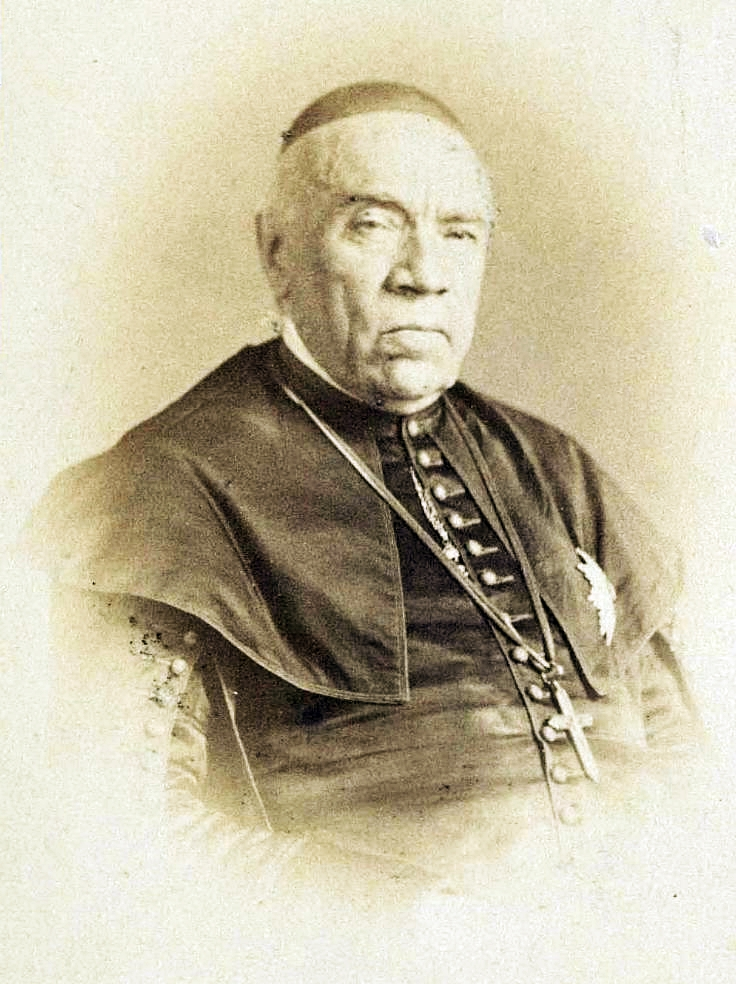
Scitovszky János Schrecker Ignác felvételén (1865)

- Az Akadémián Nagy-Virág Mihály kanonok tartott fölötte emlékbeszédet, 1866. november 27-én.
- Budapest XIV. kerületében emléktábla őrzi az emlékét annak, hogy ő szentelte fel 1856-ban a Hermina-kápolnát.

## Irodalmi munkássága
- A rosnyói székes egyházban 1829-dik esztendőben Scitovszky János püspöknek élő nyelvel mondott beszédgyei; Kek Ny., Rozsnyó, 1830
- Nagyböjti egyházi beszédek (Rozsnyó, 1837), ugyanez szlovák nyelven (Szakolca, 1838)
- Szentek élete, mellyel a keresztény híveknek kedveskedik Scitovszky János (Pécs, 1843, 2. kiadás 1844)
- Egyházi beszédek (Pécs, 1844)
- – ; szerk. Haas Mihály; Lyceum Ny., Pécs, 1845
- Számos egyházi beszéd, körlevél